# Населення Кюрасао
Населення Кюрасао. Чисельність населення країни 2015 року становила 148,4 тис. осіб (189-те місце у світі). Чисельність остров'ян стабільно збільшується, народжуваність 2015 року становила 13,8 ‰ смертність — 8,2 ‰ (98-ме місце у світі), природний приріст — 0,43 % 

## Природний рух

### Відтворення
Народжуваність у Кюрасао, станом на 2015 рік, дорівнює 13,8 ‰ Коефіцієнт потенційної народжуваності 2015 року становив 2,07 дитини на одну жінку (107-ме місце у світі).
Смертність у Кюрасао 2015 року становила 8,2 ‰ (98-ме місце у світі).
Природний приріст населення в країні 2015 року становив 0,43 %.

### Вікова структура

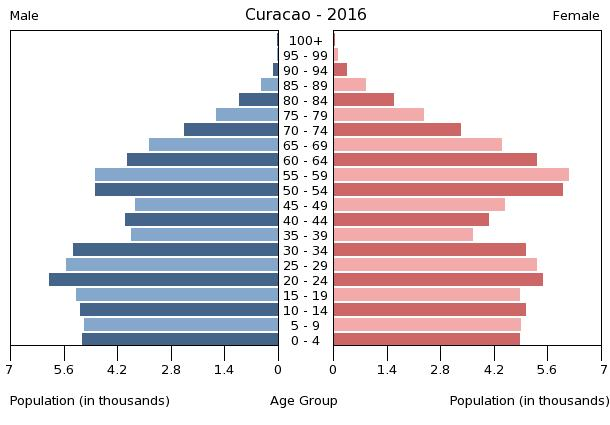
Віково-статева піраміда населення Кюрасао, 2016 рік

Середній вік населення Кюрасао становить 36 років (69-те місце у світі): для чоловіків — 33,3, для жінок — 39,8 року. Очікувана середня тривалість життя 2015 року становила 78,2 року (62-ге місце у світі), для чоловіків — 75,9 року, для жінок — 80,6 року.
Вікова структура населення Кюрасао, станом на 2015 рік, виглядає таким чином:
- діти віком до 14 років — 20,3 % (15 334 чоловіки, 14 739 жінок);
- молодь віком 15—24 роки — 14,7 % (11 356 чоловіків, 10 448 жінок);
- дорослі віком 25—54 роки — 37,6 % (27 125 чоловіків, 28 716 жінок);
- особи передпохилого віку (55—64 роки) — 13,2 % (8545 чоловіків, 11 150 жінок);
- особи похилого віку (65 років і старіші) — 14,2 % (8698 чоловіків, 12 340 жінок)[1].

## Розселення
Густота населення країни 2015 року становила 354,1 особи/км² (39-те місце у світі). Найбільша концентрація населення навколо міста Віллемстад, невеличкі поселення на узбережжі навколо всього острова з найбільшою концентрацією на півночі.

### Урбанізація
Кюрасао надзвичайно урбанізована країна. Рівень урбанізованості становить 89,3 % населення країни (станом на 2015 рік), темпи зростання частки міського населення — 2,04 % (оцінка тренду за 2010—2015 роки).
Головні міста країни: Віллемстад (столиця) — 145,0 тис. осіб (дані за 2014 рік).

### Міграції
Річний рівень еміграції 2015 року становив 1,4 ‰ (59-те місце у світі). Цей показник не враховує різниці між законними і незаконними мігрантами, між біженцями, трудовими мігрантами та іншими.

## Расово-етнічний склад
| Етнічний склад (2015 рік) | Етнічний склад (2015 рік) | Етнічний склад (2015 рік) | Етнічний склад (2015 рік) | Етнічний склад (2015 рік) |
| ------------------------- | ------------------------- | ------------------------- | ------------------------- | ------------------------- |
| Етнос:                    |                           |                           | Відсоток:                 |                           |
| афро-карибці              | афро-карибці              |                           | %                         | %                         |
| голландці                 | голландці                 |                           | %                         | %                         |
| французи                  | французи                  |                           | %                         | %                         |
| латиноамериканці          | латиноамериканці          |                           | %                         | %                         |
| азіати                    | азіати                    |                           | %                         | %                         |
| євреї                     | євреї                     |                           | %                         | %                         |

Головні етноси країни: афро-карибці (переважна більшість), голландці, французи, латиноамериканці, азіати, євреї.

## Мови
| Мови Кюрасао (2012 рік) | Мови Кюрасао (2012 рік) | Мови Кюрасао (2012 рік) | Мови Кюрасао (2012 рік) | Мови Кюрасао (2012 рік) |
| ----------------------- | ----------------------- | ----------------------- | ----------------------- | ----------------------- |
| Мова:                   |                         |                         | Відсоток:               |                         |
| пап'яменто              | пап'яменто              |                         | 81.2%                   | 81.2%                   |
| голландська             | голландська             |                         | 8%                      | 8%                      |
| англійська              | англійська              |                         | 2.9%                    | 2.9%                    |
| іспанська               | іспанська               |                         | 4%                      | 4%                      |
| інші                    | інші                    |                         | 3.9%                    | 3.9%                    |

Офіційні мови: пап'яменто (креольська мова, суміш португальської, іспанської, голландської, англійської і трохи французької мов, з домішкою африканської і аравакської лексик) — розмовляє 81,2 % населення країни, голландська — 8 %, англійська — 2,9 %. Інші поширені мови: іспанська — 4 %, інші мови — 3,9 % (згідно з переписом 2001 року).

## Релігії
| Релігії на Кюрасао (2011 рік) | Релігії на Кюрасао (2011 рік) | Релігії на Кюрасао (2011 рік) | Релігії на Кюрасао (2011 рік) | Релігії на Кюрасао (2011 рік) |
| ----------------------------- | ----------------------------- | ----------------------------- | ----------------------------- | ----------------------------- |
| Віросповідання:               |                               |                               | Відсоток:                     |                               |
| католики                      | католики                      |                               | 72.8%                         | 72.8%                         |
| протестанти                   | протестанти                   |                               | 12%                           | 12%                           |
| свідки Єгови                  | свідки Єгови                  |                               | 2%                            | 2%                            |
| інші                          | інші                          |                               | 3.8%                          | 3.8%                          |
| атеїсти                       | атеїсти                       |                               | 6%                            | 6%                            |
| агностики                     | агностики                     |                               | 0.6%                          | 0.6%                          |

Головні релігії й вірування, які сповідує, і конфесії та церковні організації, до яких відносить себе населення країни: римо-католицтво — 72,8 %, п'ятидесятництво — 6,6 %, протестантизм — 3,2 %, адвентизм — 3 %, свідки Єгови — 2 %, євангелізм — 1,9 %, інші — 3,8 %, не сповідують жодної — 6 %, не визначились — 0,6 % (станом на 2011 рік).

## Освіта
Рівень письменності 2015 року становив 99 % дорослого населення (віком від 15 років): 99 % — серед чоловіків, 99 % — серед жінок.
Державні витрати на освіту становлять 4,9 % ВВП країни, станом на 2013 рік Середня тривалість освіти становить 18 років, для хлопців — до 18 років, для дівчат — до 19 років (станом на 2013 рік).

## Охорона здоров'я
Смертність немовлят до 1 року, станом на 2015 рік, становила 7,9 ‰ хлопчиків — 8,5 ‰, дівчаток — 7,3 ‰.

### Захворювання
Станом на серпень 2016 року в країні були зареєстровані випадки зараження вірусом Зіка через укуси комарів Aedes, переливання крові, статевим шляхом, під час вагітності.
Кількість хворих на СНІД невідома, дані про відсоток інфікованого населення в репродуктивному віці 15—49 років відсутні. Дані про кількість смертей від цієї хвороби за 2014 рік відсутні.

## Соціально-економічне становище
Співвідношення осіб, що в економічному плані залежать від інших, до осіб працездатного віку (15—64 роки) загалом становить 51,1 % (станом на 2015 рік): частка дітей — 28,7 %; частка осіб похилого віку — 22,4 %, або 4,5 потенційно працездатного на 1 пенсіонера. Загалом ці показники характеризують рівень потреби державної допомоги в секторах освіти, охорони здоров'я та пенсійного забезпечення, відповідно. Дані про розподіл доходів домогосподарств у країні відсутні.
Станом на 2012 рік, в країні 14,9 тис. осіб не має доступу до електромереж; 91 % населення має доступ, у містах цей показник дорівнює 91 %, у сільській місцевості — 80 %. Рівень проникнення інтернет-технологій надзвичайно високий. Станом на липень 2014 року в країні налічувалось 138,75 тис. унікальних інтернет-користувачів, що становило 93,9 % загальної кількості населення країни.

### Трудові ресурси
Загальні трудові ресурси 2012 року становили 73,01 тис. осіб (185-те місце у світі). Зайнятість економічно активного населення у господарстві країни розподіляється таким чином: аграрне, лісове і рибне господарства — 1,2 %; промисловість і будівництво — 16,9 %; сфера послуг — 81,8 % (станом на 2008 рік). Безробіття 2013 року дорівнювало 13 % працездатного населення, 2011 року — 9,8 % (143-тє місце у світі).

## Гендерний стан
Статеве співвідношення (оцінка 2015 року):
- при народженні — 1,05 особи чоловічої статі на 1 особу жіночої;
- у віці до 14 років — 1,04 особи чоловічої статі на 1 особу жіночої;
- у віці 15—24 років — 1,09 особи чоловічої статі на 1 особу жіночої;
- у віці 25—54 років — 0,94 особи чоловічої статі на 1 особу жіночої;
- у віці 55—64 років — 0,77 особи чоловічої статі на 1 особу жіночої;
- у віці за 64 роки — 0,7 особи чоловічої статі на 1 особу жіночої;
- загалом — 0,92 особи чоловічої статі на 1 особу жіночої[1].

## Демографічні дослідження
Демографічні дослідження у країні ведуться рядом державних і наукових установ:

### Українською
- Атлас. 10—11 клас. Економічна і соціальна географія світу / упорядники :  О. Я. Скуратович, Н. І. Чанцева. — К. : ДНВП «Картографія», 2010. — ISBN 978-966-475-639-3.
- Атлас світу / голов. ред. І. С. Руденко ; зав. ред. В. В. Радченко ; відп. ред. О. В. Вакуленко. — К. : ДНВП «Картографія», 2005. — 336 с. — ISBN 9666315467.
- Безуглий В. В. Економічна і соціальна географія зарубіжних країн : Навчальний посібник. — К. : ВЦ «Академія», 2007. — 704 с. — ISBN 978-966-580-239-6.
- Безуглий В. В., Козинець С. В. Регіональна економічна і соціальна географія світу : Навчальний посібник. — видання 2-ге, доп., перероб. — К. : ВЦ «Академія», 2007. — 688 с. — ISBN 966-580-144-9.
- Головченко В. І., Кравчук О. Країнознавство: Азія, Африка, Латинська Америка, Австралія і Океанія. — К., 2006. — 335 с. — ISBN 966-8939-04-2.
- Гудзеляк І. І. Географія населення: Навчальний посібник / І. Гудзеляк. — Л. : Видавничий центр ЛНУ імені Івана Франка, 2008. — 232 с. — ISBN 978-966-613-599-8.
- Дахно І. І. Країни світу: Енциклопедичний довідник / І. І. Дахно, С. М. Тимофієв. — К. : Мапа, 2011. — 606 с. — (Бібліотека нового українця) — ISBN 978-966-8804-23-6.
- Дахно І. І. Економічна географія зарубіжних країн : навчальний посібник. — К. : Центр учбової літератури, 2014. — 319 с. — ISBN 978-611-01-0682-5.
- Джаман В. О. Регіональні системи розселення: демографічні аспекти. — Чернівці : Рута, 2003. — 392 с. — ISBN 9665685988.
- Дорошенко Л. С. Демографія: Навчальний посібник. — К. : МАУП, 2005. — 112 с. — ISBN 966-608-442-2.
- Дубович І. А. Країнознавчий словник-довідник. — 5-те вид., перероб. і доп. — К. : Знання, 2008. — 839 с. — ISBN 978-966-346-330-8.
- Економічна і соціальна географія країн світу. Навчальний посібник / За ред. Кузика С. П. — Л. : Світ, 2002. — 672 с. — ISBN 966-603-178-7.
- Загальна медична географія світу / В. О. Шевченко [та ін.] — К. : [б.в.], 1998. — 178 с.
- Книш М. М., Мамчур О. І. Регіональна економічна і соціальна географія світу (Латинська Америка та Карибські країни, Африка, Азія, Океанія) : навч. посіб. — Л. : ЛНУ ім. Івана Франка, 2013. — 368 с. — ISBN 978-617-10-0007-0.
- Крисаченко В. С. Динаміка населення: Популяційні, етнічні та глобальні виміри. — К. : Видавництво Національного інституту стратегічних досліджень, 2005. — 368 с. — ISBN 966-554-083-1.
- Кузик С. П., Книш М. М. Економічна і соціальна географія країн Америки : навч. посіб. — Л. : ЛНУ ім. Івана Франка, 1999. — 299 с. — ISBN 966-613-026-2.
- Любіцева О. О., Мезенцев К. В., Павлов С. В. Географія релігій. — К. : АртЕК, 1999. — 504 с. — ISBN 966-505-006-0.
- Масляк П. О. Країнознавство. — К. : Знання, 2007. — 292 с. — (Вища освіта XXI століття)
- Масляк П. О., Дахно І. І. Економічна і соціальна географія світу / П. О. Масляк, І. І. Дахно ; за ред. П. О. Масляка. — К. : Вежа, 2003. — 280 с. — ISBN 966-7091-53-8.

### Російською
- (рос.) Антильские острова (Нидерландские) // Демографический энциклопедический словарь / главн. ред. Валентей Д. И. — М. : Советская энциклопедия, 1985. — 608 с.
- (рос.) Антильские острова (Нидерландские) // Латинская Америка. Энциклопедический справочник [в 2-х тт.] / Главный редактор В. В. Вольский. — М. : Советская энциклопедия, 1982. — Т. 2. К-Я. — 656 с.
- (рос.) Антильские острова (Нидерландские) // Страны и народы. Америка. Общий обзор Латинской Америки. Средняя Америка / Редкол. : отв. ред. В. В. Вольский, Я. Г. Машбиц и др. — М. : «Мысль», 1981. — 333 с. — (Страны и народы) — 180 тис. прим.
- (рос.) Атлас народов мира / Отв. ред. С. И. Брук и В. С. Апенченко. — М. : ГУГК ГГК СССР и Институт этнографии им. Н. Н. Миклухо-Маклая АН СССР, 1964. — 185 с. — 20 тис. прим.
- (рос.) Численность и расселение народов мира. Этнографические очерки / под ред. С. И. Брука. — М. : Издательство АН СССР, 1962. — 487 с.
- (рос.) Лаппо Г. М. География городов: Учебное пособие для географических факультетов вузов. — М. : Туманит, изд. центр ВЛАДОС, 1997. — 476 с. — ISBN 5-691-00047-0.
- (рос.) Ягельский А. География населения. — М. : Прогресс, 1980. — 383 с.